# Jiří Troníček
Jiří Troníček (14. srpna 1935 – 5. února 2015 Praha) byl český fotbalový útočník a trenér.

## Hráčská kariéra
V československé lize hrál za Dynamo Praha (dobový název Slavie), vstřelil jednu prvoligovou branku. V nižších soutěžích nastupoval také ve Viktorii Žižkov.

### Prvoligová bilance
| Ročník             | Zápasy | Góly | Minuty | Klub         |
| ------------------ | ------ | ---- | ------ | ------------ |
| I. liga 1959/60    | 11     | 0    | 859    | Dynamo Praha |
| I. liga 1960/61    | 2      | 1    | 173    | Dynamo Praha |
| CELKEM I. ČS. LIGA | 13     | 1    | 1 032  |              |

## Trenérská kariéra
Po skončení hráčské kariéry se stal trenérem. Na počátku 90. let 20. století vedl pražskou Admiru.